# مکان‌های عمومی، فضاهای شهری: ابعاد گوناگون طراحی شهری
مکان‌های عمومی، فضاهای شهری: ابعاد گوناگون طراحی شهری کتابی از متیو کارمونا، تیم هیت، تنراک و استیون تیسدل با ترجمهٔ فریبا قرائی فتح‌آبادی، مهشید شکوهی، زهرا اهری و اسماعیل صالحی است که در سال ۱۳۸۸ منتشر و در مراسم کتاب سال جمهوری اسلامی ایران به‌عنوان کتاب برگزیده معرفی شد.